# Lipinia septentrionalis
Lipinia septentrionalis — вид сцинкоподібних ящірок родини сцинкових (Scincidae). Ендемік Нової Гвінеї.

## Поширення і екологія
Lipinia septentrionalis мешкають на півночі Західної Нової Гвінеї, а також на території провінції Сандаун у Папуа Новій Гвінеї. Вони живуть у вологих тропічних лісах, на висоті до 1000 м над рівнем моря.